# 変な家
『変な家』（へんないえ）は、ウェブライターの雨穴によるウェブメディア記事、YouTube動画、その動画と連動した不動産ミステリー小説。

## 概要
2020年10月12日にウェブメディアオモコロに投稿された記事が初出。2020年10月30日、YouTubeに「【不動産ミステリー】変な家」として公開。2022年11月時点で1000万回以上再生されるなど好評を博し、続編を書籍として書き下ろした作品が2021年7月20日に小説として飛鳥新社より発売された。小説版「変な家」は2024年4月時点で150万部を突破している。
2023年12月19日、第2弾として『変な家2 〜11の間取り図〜』が刊行。
また、2024年3月15日に映画版が公開された。
2024年11月27日、「第17回 オリコン年間“本”ランキング 2024」の「オリコン年間BOOKランキング」で『変な家2 〜11の間取り図〜』が年間1位を獲得。また「オリコン年間文庫ランキング」でも『変な家 文庫版』が年間1位となり、2冠を達成。

## あらすじ

### 変な家
プロローグ
オカルト専門のフリーライターである雨穴は、知人の柳岡から「この家に不可解なところがある」と、都内のある中古物件の間取り図を貰い、調査を開始する。
親交のある建築士・栗原の知見も借りながら、その間取り図に秘められた恐ろしい仮説を立てていく。その『変な家』の間取りは、子供部屋の周囲が囲まれており、隠し通路らしきスペースがあるなど謎があった。
序盤
後日、雨穴は事の顛末も含めた内容を記事にまとめるが、その記事の公開をきっかけに、「間取り図と住人に心当たりがある」という宮江柚希から接触を受ける。柚希は、自分の夫が東京にある『変な家』の住人が起こしている事件に巻き込まれたかもしれないと語る。
そして柚希は、埼玉にあるという『変な家』の間取りを雨穴に見せるが、その家にも「子ども部屋とつながる謎の空間」が作られていた。
中盤
雨穴と柚希は、東京にある『変な家』を実際に訪れて、内部を調査していった。そこへ栗原から電話が入り、「宮江恭一は結婚しておらず、一緒にいる女は偽者」だと告げられ、雨穴は底知れぬ恐怖を感じる。
実は柚希は、殺された宮江恭一とは無関係で、東京の『変な家』に住んでいた夫婦の関係者だった。柚希の目的は、『変な家』の事件に巻き込まれた姉・綾乃を探すことだったのだ。
終盤
姉が現在いる『本家』では、「先祖代々の呪い」が存在しており、呪いを鎮めるための恐ろしい儀式「左手供養」が行われていた。それは、子供を10歳になるまで陽の光を浴びぬよう育てた後に、人の左手を切断して捧げるという残虐なものであった。
恐ろしい儀式に巻き込まれた柚希の姉たちを助け出し、脱出した後、『本家』は焼失し、複数の焼死体が発見され、地下からも複数の左手首のない遺体が発見される。
姉夫婦に話を聞くと、姉らは変な家での殺人は行っていないことが判明する。では、東京の『変な家』の近くにある雑木林でおきた死体遺棄事件の犯人は、はたして誰だったのか？
ラスト
柚希の姉・綾乃は助け出されたあとも洗脳が解けずに、儀式をしなければと追い詰められていた。綾乃と柚希の母である喜江は、錯乱した綾乃の肩を優しく支えて励ましながら、チラリとホームレスの方に目を向ける。
綾乃の代わりに儀式のための殺人を犯していたのは、喜江だったのだ。彼女はホームレス向けの炊き出しのボランティアをしており、それはホームレスの中から犠牲者を選ぶためだった。
儀式に必要な“犠牲”は3人。解決したと思われた事件だったが、これからも儀式は続いていく。そうした後味の悪さを残しながら、物語は幕を閉じる。

### 変な家2 〜11の間取り図〜
前作の刊行後、雨穴の下には数多くの間取りに関する情報が寄せられるようになる。裏取りを進めていくなかで、雨穴はいくつかの調査結果に関連性があることに気が付く。最終的に11の間取り図をピックアップするに至った雨穴は、栗原と共にあるカルト宗教とハウスメーカーの社長一族にまつわる真相に近づいてく。

## 登場人物
雨穴
本作の語り手。ホラー作家。知人の柳岡から相談を受けたことを契機として、不可解な間取りをした家の存在を知っていく。
小説版や漫画版ではオカルト専門のフリーライターの設定で、漫画では長髪の中性的な人物として描かれる。
柳岡
都内の中古一軒家の購入を検討している雨穴の知人。不可解な間取りの謎解きを雨穴に依頼する。
栗原
大手設計事務所に勤める設計士。オカルト好きで多方面に豊富な知識をもつ。
本作品のほかにも雨穴の動画や作者の次作『変な絵』にも登場する。

## 書籍情報
- 雨穴『変な家』2021年7月20日発売、飛鳥新社、ISBN 978-4-86410-845-4
- 雨穴『変な家2 〜11の間取り図〜』2023年12月15日発売、飛鳥新社、ISBN 978-4-86410-982-6

## 漫画
本作のコミカライズが、マンガレーベル「comic HOWL」（一迅社）の創刊にあわせて、2023年1月25日から連載されている。漫画は綾野暁が担当。語り手はオカルト専門ライターの「私」になっている。2024年に「みんなが選ぶ!!電子コミック大賞2024」で男性部門賞を受賞し、「全国書店員が選んだおすすめコミック2024」では9位となる。
- 雨穴 飛鳥新社刊（原作）、綾野暁（漫画）『変な家』、既刊5巻（2025年3月14日現在）
  1. 2023年6月16日発売[12][13]、ISBN 978-4-7580-2550-8
  2. 2023年11月30日発売[14]、ISBN 978-4-7580-2610-9
  3. 2024年3月8日発売[15]、ISBN 978-4-7580-2667-3
  4. 2024年10月16日発売[16]、ISBN 978-4-7580-2785-4
  5. 2025年3月14日発売[17]、ISBN 978-4-7580-2874-5

## 朗読劇
エイベックス・ピクチャーズ主催で、本作を原作とした朗読劇『変な家』が2023年7月29日と30日にシアター1010で上演された。脚本・演出は村井雄（KPR／開幕ペナントレース）が担当。

### キャスト（朗読劇）
| 日程           | 日程   | 筆者 役  | 栗原 役    | 宮江柚希 役 | 女性兼ね役 |
| -------------- | ------ | -------- | ---------- | ----------- | ---------- |
| 2023年 7月29日 | 昼の部 | 土田玲央 | 八神蓮     | 石見舞菜香  | 伊藤菜実子 |
| 2023年 7月29日 | 夜の部 | 堀江瞬   | 神尾晋一郎 | 石見舞菜香  | 伊藤菜実子 |
| 7月30日        | 昼の部 | 千葉翔也 | 榊原優希   | 太田夢莉    | 伊藤菜実子 |
| 7月30日        | 夜の部 | 千葉翔也 | 榊原優希   | 太田夢莉    | 伊藤菜実子 |

## 映画
2024年3月15日に公開された。監督は石川淳一、主演は間宮祥太朗と佐藤二朗。

### キャスト（映画）
雨男/雨宮（あめおとこ/あめみや）
演 - 間宮祥太朗
オカルト専門の動画クリエイター(公式でも設定にばらつきがあり「オカルト専門のユーチューバー」とも。劇中の動画サイト「NetTubie」で配信している。)。
栗原（くりはら）
演 - 佐藤二朗
設計士。
宮江柚希（みやえ ゆずき）
演 - 川栄李奈
物語のカギを握る女性。
片淵慶太（かたぶち けいた）
演 - 長田成哉
綾乃の夫。
柳岡（やなおか）
演 - DJ松永（Creepy Nuts）
雨男の担当をする動画プロダクションマネージャー。
高間潮（たかま うしお）
演 - 長井短
片淵綾乃（かたぶち あやの）
演 - 瀧本美織
失踪中の柚希の姉。
片淵文乃（かたぶち ふみの）
演 - 根岸季衣
重治の妻。
森垣清次（もりがき きよつぐ）
演 - 髙嶋政伸
重治の親戚。柚希を監視するなど不審な行動が目立つ。
松岡喜江（まつおか よしえ）
演 - 斉藤由貴
宮江柚希の母親。
片淵重治（かたぶち しげはる）
演 - 石坂浩二
綾乃と柚希の祖父。片淵家本家の当主でもある。

### スタッフ（映画）
- 原作：雨穴『変な家』（飛鳥新社）
- 監督：石川淳一
- 脚本：丑尾健太郎
- 音楽：小島裕規 “Yaffle”
- 主題歌：アイナ・ジ・エンド「frail」（avex trax）[20]
- 製作：市川南
- 共同製作：上田太地、山本大樹、土井尚久、梅景匡之、奥村景二、齊藤貴、森下正樹
- エグゼクティブ・プロデューサー：臼井央
- 企画・プロデュース：遠藤学
- プロデューサー：西野智也、小林宙
- ラインプロデューサー：武石宏登
- 撮影：柳田裕男（J.S.C.）
- 美術監督：相馬直樹
- 照明：宮尾康史
- 録音：藤丸和徳
- 美術：秦知奈美
- 装飾：大川佳子
- スクリプター：松澤一美
- 衣装：中村美保
- ヘアメイク：大嶋まみ
- 編集：上野聡一
- VFXスーパーバイザー：廣田隼也
- 整音：高須賀健吾
- 音響効果：赤澤勇二
- 助監督：湯浅真
- 制作担当：高見明夫
- 音楽プロデューサー：北原京子
- プロダクション統括：會田望
- 宣伝プロデューサー：飯島真知子
- 配給：東宝
- 制作プロダクション：TOHOスタジオ、共同テレビジョン
- 製作：「変な家」製作委員会（東宝、トライストーン・エンタテイメント、飛鳥新社、UUUM、日本出版販売、トーハン、エイベックス・マネジメント・エージェンシー）

### 興行収入
|                                           | 動員数 （万人） | 動員数 （万人） | 動員数 （万人） | 興行収入 （億円） | 興行収入 （億円） | 出典・備考 |
| 週末                                      | 週末            | 累計            | 週末            | 累計              |                   | 出典・備考 |
| ----------------------------------------- | --------------- | --------------- | --------------- | ----------------- | ----------------- | ---------- |
| 1週目の週末 （2024年3月15日・16日・17日） | 1位             | 34.4            | 34.4            | 4.74              | 4.74              | [ 21 ]     |
| 2週目の週末 （3月22日・23日・24日）       | 1位             | 39.9            | 119.6           | 5.19              | 15.52             | [ 22 ]     |
| 3週目の週末 （3月29日・30日・31日）       | 1位             | 39.0            | 207.8           | 4.91              | 26.23             | [ 23 ]     |
| 4週目の週末 （4月5日・6日・7日）          | 1位             | 28.9            | 277.8           | 3.71              | 34.59             | [ 24 ]     |
| 5週目の週末 （4月12日・13日・14日）       | 2位             | 16.7            | 308.6           | 2.22              | 38.61             | [ 25 ]     |
| 6週目の週末 （4月19日・20日・21日）       | 5位             |                 | 328.8           |                   | 41.26             | [ 26 ]     |
| 7週目の週末 （4月26日・27日・28日）       | 5位             |                 | 350.3           |                   | 44.04             | [ 27 ]     |
| 8週目の週末 （5月3日・4日・5日）          | 5位             |                 | 374.7           |                   | 47.19             | [ 28 ]     |
| 9週目の週末 （5月10日・11日・12日）       | 8位             |                 | 381.4           |                   | 48.08             |            |
| 10週目の週末 （5月17日・18日・19日）      | 圏外            |                 | 386.9           |                   | 48.81             |            |
| 11週目の週末 （5月24日・25日・26日）      | 圏外            |                 | 391.0           |                   | 49.34             |            |
| 12週目の週末 （5月31日・6月1日・2日）     | 圏外            |                 | 394.3           |                   | 49.75             |            |
| 13週目の週末 （6月7日・8日・9日）         | 圏外            |                 | 396.6           |                   | 50.05             |            |
| 14週目の週末 （6月14日・15日・16日）      | 圏外            |                 | 398.2           |                   | 50.25             |            |
| 15週目の週末 （6月21日・22日・23日）      | 圏外            |                 | 399.2           |                   | 50.39             |            |